# Công viên Muskau
Công viên Muskau (tiếng Đức: Muskauer Park, tên chính thức: Fürst-Pückler-Park Bad Muskau; tiếng Ba Lan: Park Mużakowski), là công viên cảnh quan nằm ở vùng Thượng Lusatia, trên khu vực biên giới giữa Đức và Ba Lan. Đây là khu vườn lớn nhất và là một trong những khu vườn Anh nổi tiếng nhất ở Trung Âu, nằm ở hai bên bờ sông Lusatian Neisse. Được hình thành từ năm 1815 theo lệnh của hoàng thân Hermann von Pückler-Muskau (1785-1871), tập trung tại xung quanh dinh thự Schloss Muskau (Cung điện Muskau) của ông. Tháng 7 năm 2004, Công viên Muskau đã được thêm vào danh sách Di sản thế giới của UNESCO.

## Tổng quan
Công viên trải rộng trên diện tích 3,5 kilômét vuông (1,4 dặm vuông Anh) đất ở Ba Lan và 2,1 km2 (0,81 dặm vuông Anh) tại Đức. Nó mở rộng về cả hai phía của sông Lusatian Neisse, biên giới tự nhiên của hai nước. Một vùng đệm rộng 17,9 km2 (6,9 dặm vuông Anh) bao quanh công viên, gồm cả hai thị trấn Bad Muskau của Đức ở phía tây và Łęknica của Ba Lan ở phía đông. Trong khi cung điện Muskau nằm ở phía tây của dòng sông thì trung tâm của công viên là một vườn cây tươi tốt và phía đông được gọi là The Park on Terraces. Năm 2003, một cây cầu dành cho người đi bộ bắc qua Neisse đã được xây dựng lại để kết nối cả hai phần của công viên với nhau.

## Lịch sử
Người lập ra công viên Muskau là hoàng thân Hermann von Pückler-Muskau (1785-1871), tác giả của quyển Hints on Landscape Gardening, đồng thời cũng là chủ của tỉnh hạt Muskau từ năm 1811. Sau thời gian dài học ở Anh, năm 1815 ông ta lập ra vườn này và một vườn trồng cây (plant nursery) ở Bad Muskau và phác thảo việc xây dựng một vườn phong cảnh lớn.
Công trình xây dựng này bao gồm việc tu sửa Lâu đài cũ, xây một nguyện đường theo lối kiến trúc gothic, một nhà nhỏ kiểu Anh, nhiều cầu và một nhà kính trồng cam. Pückler tái kiến thiết Lâu đài mới như trung tâm cấu tạo của vườn, với mạng lưới các đường đi bộ tỏa ra từ trung tâm vườn. Tới năm 1845,vì thiếu tiền, Pückler buộc phải bán gia sản cho hoàng tử Frederik của Hà Lan. Frederik đã dùng Eduard Petzold, học trò của Pückler và là người làm vườn phong cảnh nổi tiếng, để hoàn tất thiết kế của Pückler.
Trong Chiến dịch Berlin, 1945, cả hai lâu đài đều bị san bằng và cả bốn cây cầu bắc qua sông Neisse đều bị phá hủy. Từ năm 1945, công viên được chia đôi bởi biên giới giữa Ba Lan và Đức, trong đó 2/3 thuộc Ba Lan, còn 1/3 thuộc Đức. Lâu đài cũ được chính phủ Cộng hòa nhân dân Đông Đức xây dựng lại từ năm 1965-72, trong khi Lâu đài mới và các cầu vẫn đang được tu sửa.

## Hình ảnh

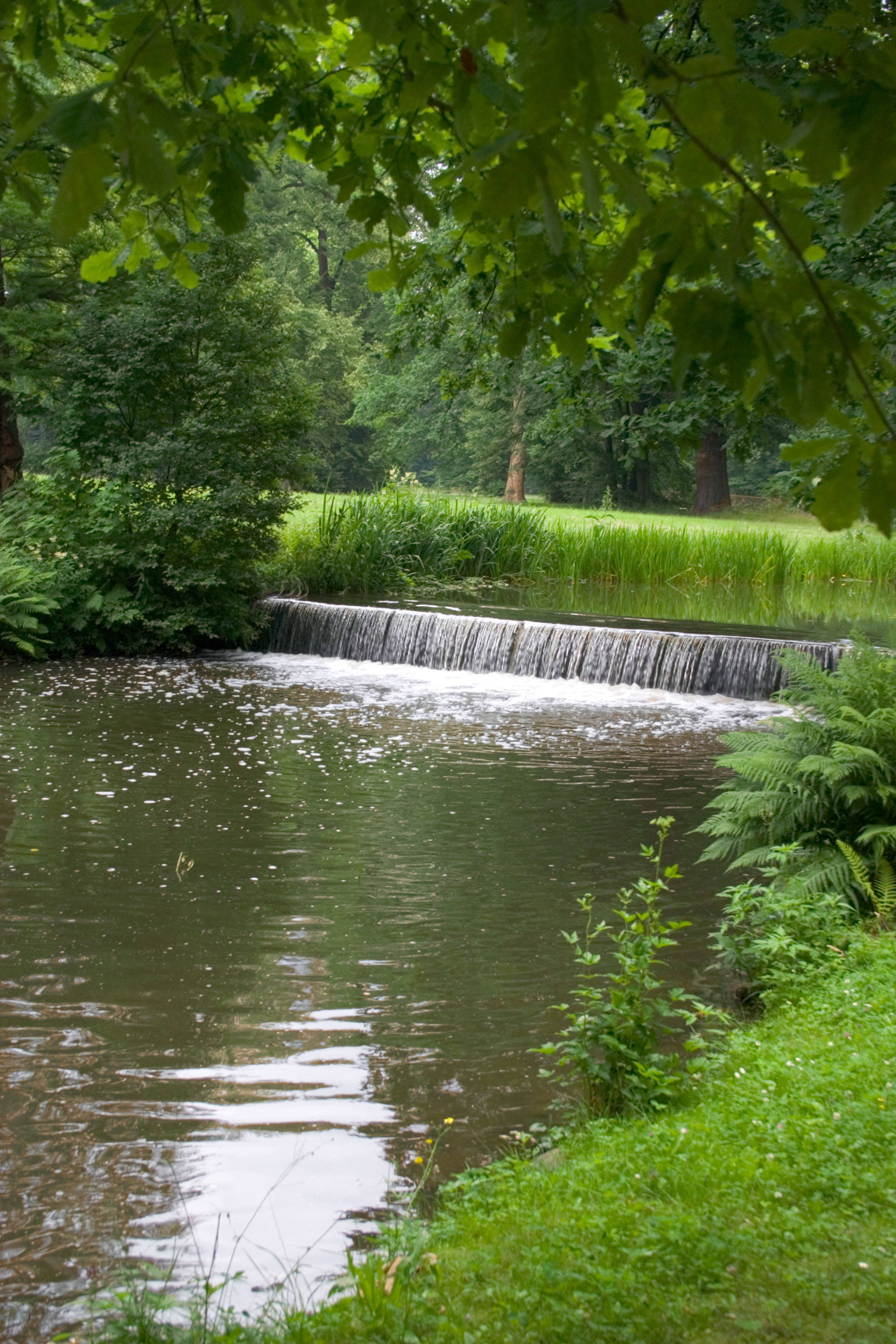
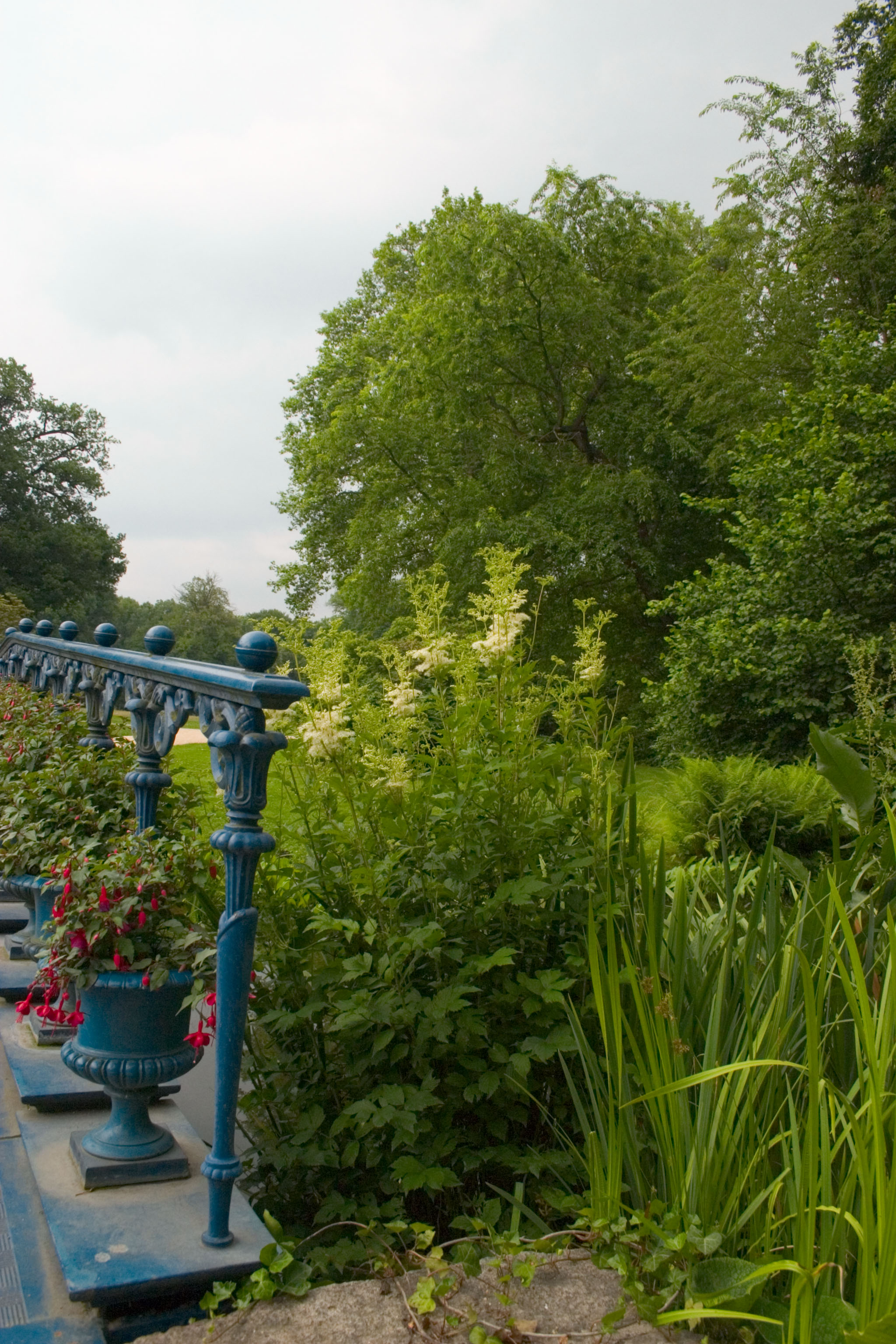
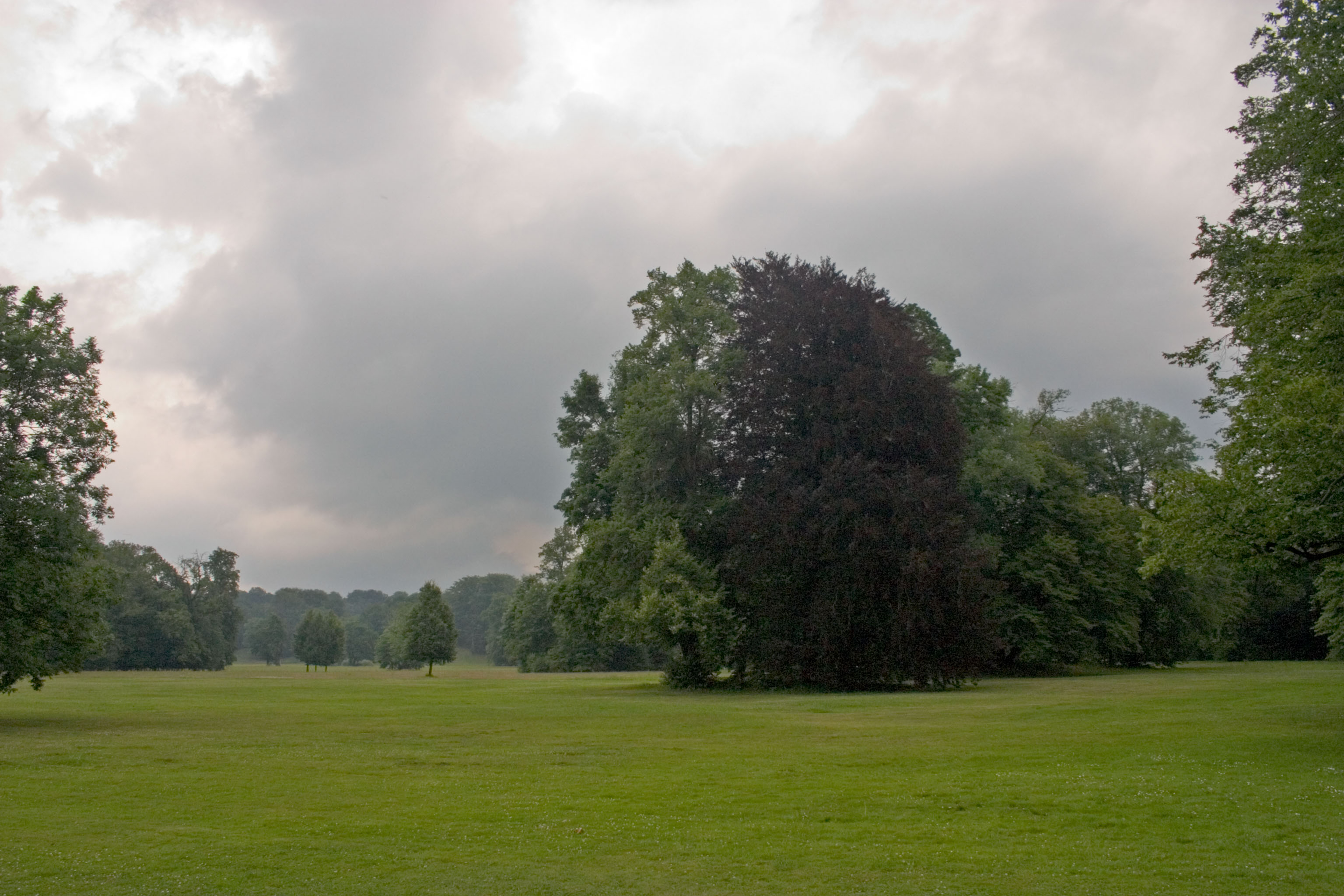
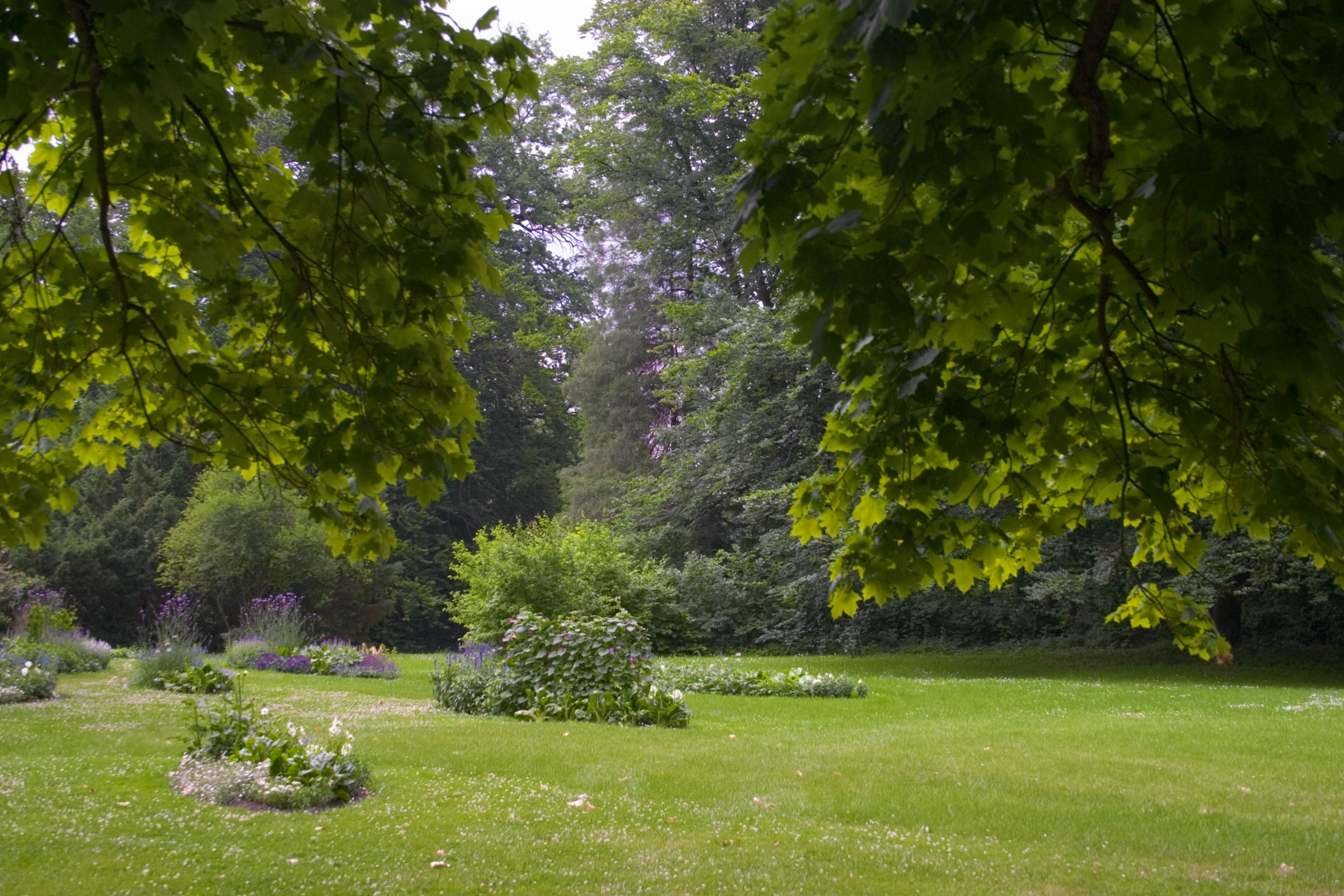